# Lilly Steinschneider

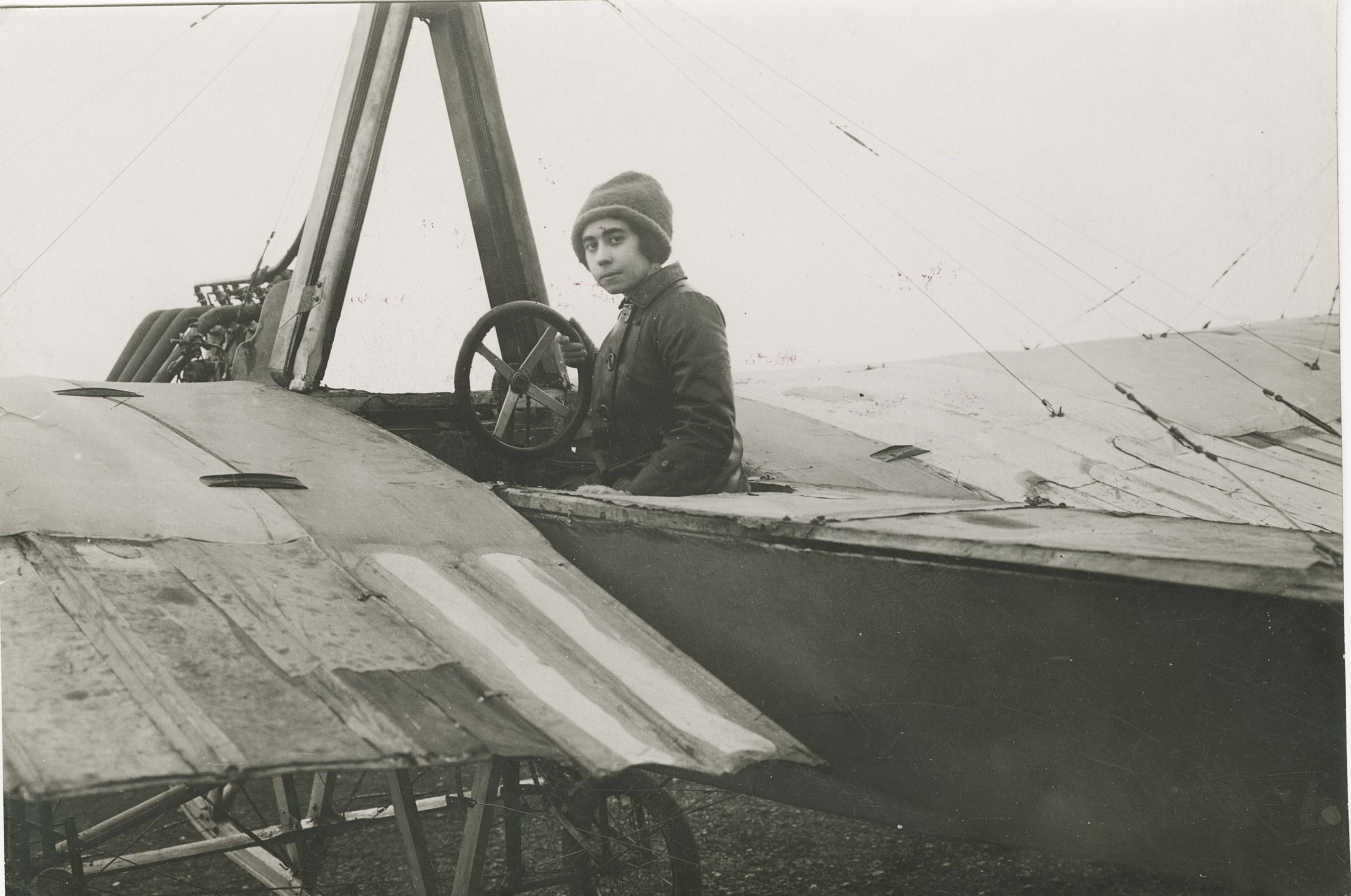
Lilly Steinschneider im Jahr 1912

Lilly Helene Steinschneider-Wenckheim (* 13. Jänner 1891 in Budapest; † 28. März 1975 in Nizza) war eine ungarische Pilotin.

## Leben
Ihre Eltern waren Bernát Steinschneider und Irma Wohr. Mit 19 Jahren verließ Lilly Steinschneider ihr Zuhause, um gegen den Willen ihrer Eltern eine Pilotenausbildung zu machen. Als zweite Frau Österreich-Ungarns machte sie im August 1912 bei Karl Illner in Wiener Neustadt den Pilotenschein. Vor ihr war es nur die böhmische Fliegerin Božena Laglerová gewesen. In Ungarn erhielt sie den Pilotenschein mit der Nummer 4.
Steinschneider-Wenckheim flog eine Etrich Taube. Zuvor hatte sie lediglich als „Ballast“ bei Leistungsflügen – etwa mit Heinrich Bier, Joseph Sablatnig auf einem Distanzflug und mit Hans Vollmöller in einem Dauerflug – teilgenommen, da zu jener Zeit in manchen Disziplinen Passagiere vorgeschrieben waren.
Aufsehen erregte sie durch ihre Teilnahme als Frau beim Flugtreffen 1913 am Flugplatz Aspern. Dabei setzte ihr Motor aus und sie musste zu einer Notlandung ansetzen, die sie leicht verletzt überlebte. Neben Bewunderung erhielt sie aber auch antisemitische und sexistische Anfeindungen.
Lilly Steinschneider spielte mit dem Gedanken, Militärpilotin zu werden, allerdings waren Frauen bei der Armee nicht zugelassen. Mit dem Ausbruch des Ersten Weltkriegs 1914 wurde die zivile Luftfahrt eingestellt und damit ihre Karriere als Pilotin beendet. 1915 heiratete sie Johann Graf Coudenhove-Kalergi und lebte mit ihm im Schloss Ronsperg in Böhmen. Auch nach dem Krieg nahm sie die Fliegerei nicht wieder auf. In den 1920er und 30er Jahren hielt sie sich viel im Ausland auf und war selten auf dem heimischen Anwesen. 1927 wurde die Tochter Maria-Electa geboren. Als im Herbst 1938 die deutschsprachigen Gebiete der Tschechoslowakei aufgrund des Münchner Abkommens vom Deutschen Reich besetzt wurden, hielt sich Lilly Coudenhove-Kalergi im Ausland auf. So entging die römisch-katholisch getaufte Jüdin der Verfolgung durch die Nationalsozialisten und überlebte in Italien. Nach dem Zweiten Weltkrieg ging das Paar getrennte Wege und ließ sich schließlich 1960 scheiden.

## Rezeption
Ihr zu Ehren ist die Lilly-Steinschneider-Gasse in Wiener Neustadt benannt.
Der Schriftsteller Bernhard Setzwein beschreibt sie und ihre Ehe mit Johann Graf Coudenhove-Kalergi in seinem 2017 erschienenen Roman Der böhmische Samurai.
2024 wurde das Leben von Lilly Steinschneider für ein Universum History des ORF an Originalschauplätzen in Wiener Neustadt filmisch dokumentiert.